# Einschulung

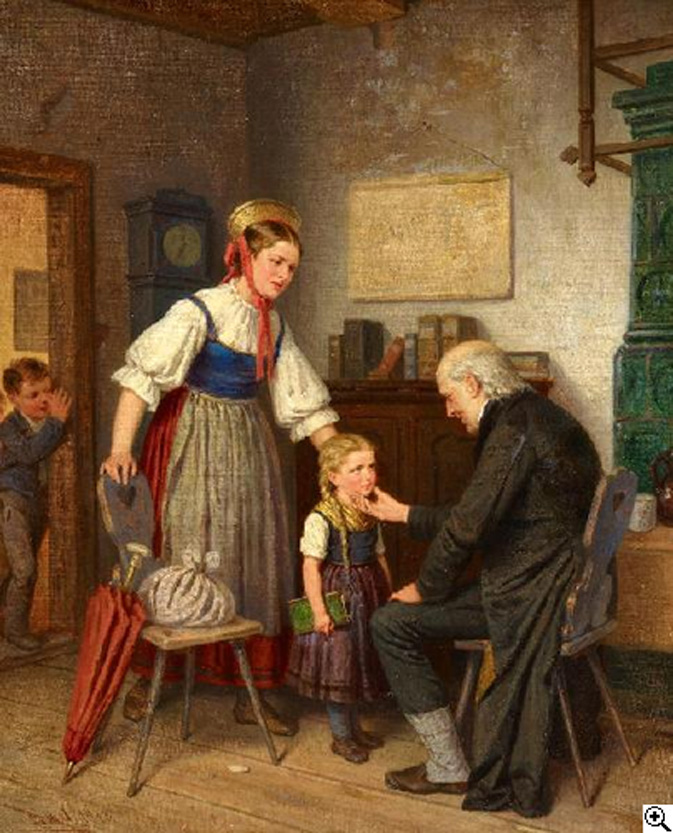
Emil Schuback: Die Einschulung (1873)

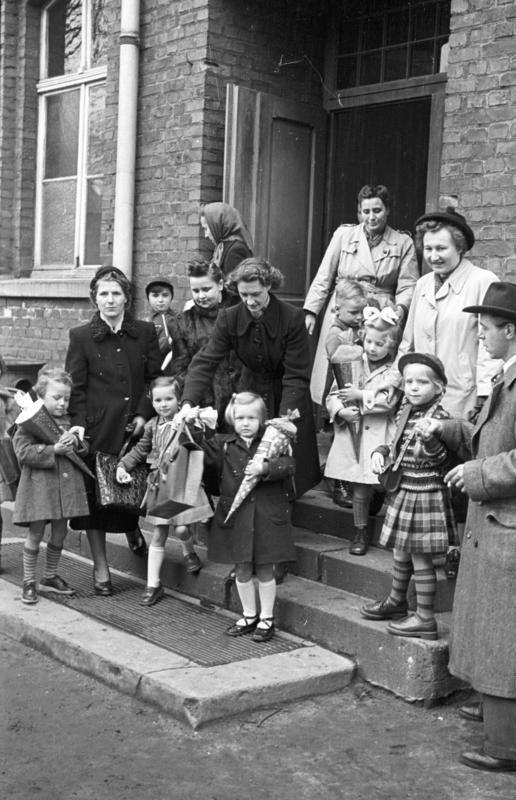
Schulanfänger mit Eltern vor dem Schuleingang (1953)

Als Einschulung (in manchen Regionen auch Schuleinführung genannt) wird die Aufnahme eines Kindes im schulpflichtigen Alter in eine Schule, insbesondere in die Grundschule, verstanden.

## Deutschland
Meist liegt das Einschulalter in Deutschland je nach Land zwischen 5 und 7 Jahren. Im Regelfall muss ein Kind, das bis zu einem besonderen Stichtag (je nach Land zwischen dem 30. Juni und dem 30. September) eines Kalenderjahres das sechste Lebensjahr vollendet hat, zum nächstmöglichen Datum in die Schule gehen. Es steht dann unter der Schulpflicht.
In den meisten Ländern und in vielen europäischen Ländern werden die Kinder in der Schuleingangsuntersuchung vor ihrer Einschulung ärztlich untersucht.
Die Eltern können für ein nach dem jeweiligen Stichtag geborenes Kind eine frühere Einschulung zu beantragen, wenn es schulfähig ist. Für eine Zurückstellung gibt es unterschiedliche Verfahren in den einzelnen Ländern.
In jüngster Zeit hat es in der Debatte über die PISA-Studien Überlegungen gegeben, das Einschulalter auf 5 Jahre herabzusetzen, was in einzelnen Ländern bereits geschehen ist. In anderen Ländern wird dies derzeit im Laufe einer mehrjährigen Übergangsregelung sukzessive mehrere Monate vorverlegt. In einigen Ländern besteht die Möglichkeit einer flexiblen Schuleingangsphase, wodurch der Leistungsfähigkeit und Reife des einzelnen Kindes besser Rechnung getragen werden soll.
Auch die Termine für die Anmeldung an den Grundschulen sind nicht einheitlich geregelt. Möglich sind Anmeldungen deutlich vor den Sommerferien, in anderen Bundesländern liegen die Termine zur Schuleinschreibung in den Sommerferien.
Das Mitspracherecht der Eltern bei der Schulwahl ist in den einzelnen Bundesländern unterschiedlich geregelt. Teilweise gibt es feste Schulsprengel (auch Schulbezirke genannt), bei denen je nach Wohnsitz der Besuch einer bestimmten Regelschule verpflichtend ist, teilweise besteht eine komplett freie Schulwahl (ggf. auch über Gemeindegrenzen hinweg).

### Einschulungsalter der Länder
| Land                   | Alter mindestens   | Stichtag                                            |
| ---------------------- | ------------------ | --------------------------------------------------- |
| Baden-Württemberg      | 6J 2M**            | 30. Juni                                            |
| Bayern                 | 5J 11 M – 6J 2M**  | Korridor vom 1. Juli bis 30. September              |
| Berlin                 | 5J 11M** (5J 5M**) | 30. September 31. März (auf Antrag)                 |
| Brandenburg            | 6J 2M**            | 30. Juni                                            |
| Bremen                 | 6J 1M*             | 30. Juni                                            |
| Hamburg                | 6J 2M**            | 1. Juli                                             |
| Hessen                 | 6J 1M*             | 1. Juli                                             |
| Mecklenburg-Vorpommern | 6J 2M**            | 30. Juni                                            |
| Niedersachsen          | 5J 10M* (6J 1M)    | 1. Oktober (Korridor vom 1. Juli bis 30. September) |
| Nordrhein-Westfalen    | 5J 10M*            | 30. September                                       |
| Rheinland-Pfalz        | 5J 11M*            | 31. August                                          |
| Saarland               | 6J 1M*             | 1. Juli                                             |
| Sachsen                | 6J 1M*             | 30. Juni                                            |
| Sachsen-Anhalt         | 6J 1M*             | 30. Juni                                            |
| Schleswig-Holstein     | 6J 2M**            | 30. Juni                                            |
| Thüringen              | 6J *               | 1. August                                           |

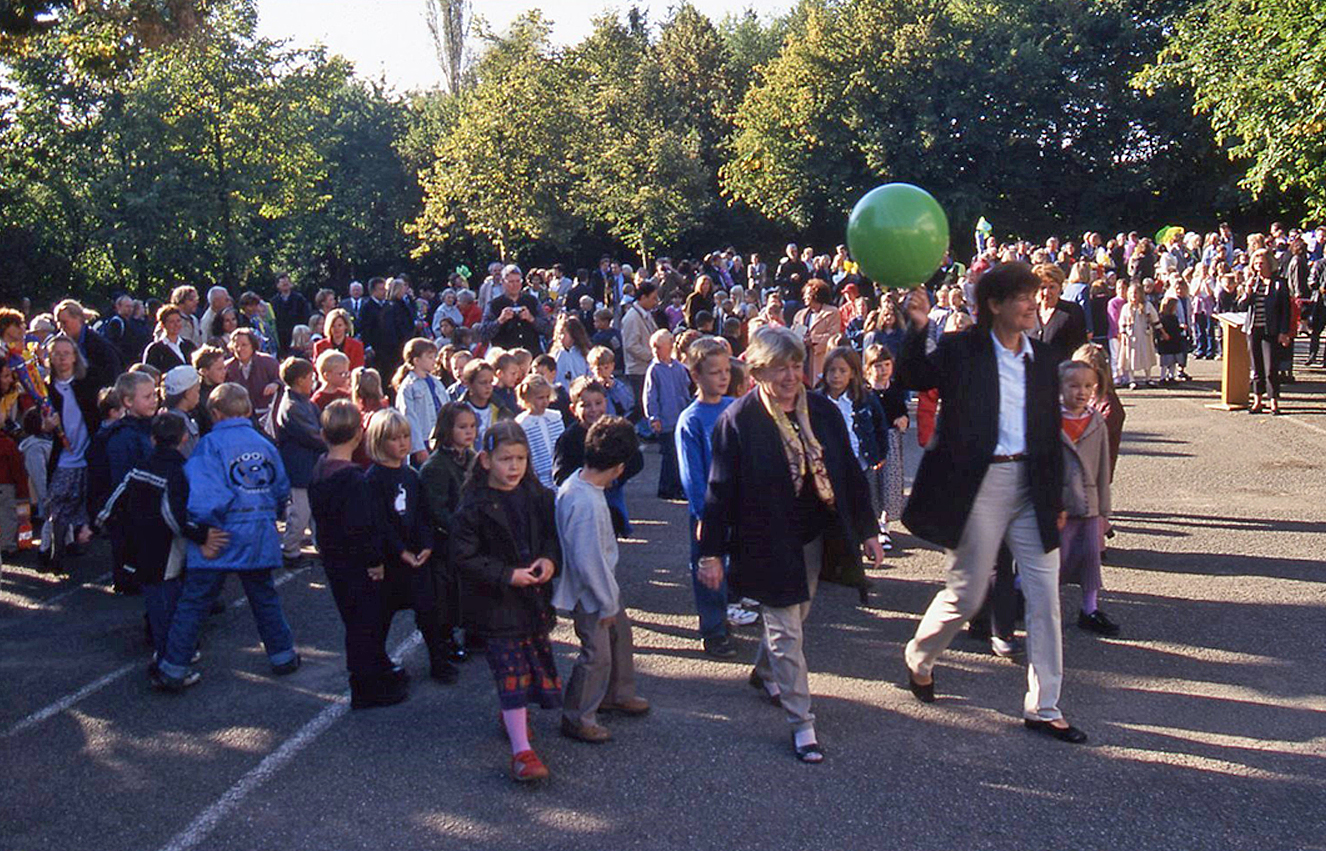
Tag der Einschulung im September 2002 in der Volksschule an der Grandlstraße, München. Man kann eine große Zahl der Erstklässler im Schuljahr 2002/2003 erkennen.

Die Tabelle berücksichtigt, dass das Ende der Sommerferien in den Ländern unterschiedlich ist. Das minimale Einschulungsalter errechnet sich unter der Annahme, dass die Einschulung am 1. August* bzw. am 1. September** erfolgt.

### Zahl der Einschulungen
Im Schuljahr 2000/2001 wurden in Deutschland rund 812 000 Kinder in die 1. Klassenstufe eingeschult. Im Schuljahr 2010/2011 wurden aufgrund der demografischen Entwicklung nur noch 707.500 Kinder eingeschult, 2016/2017 waren es 721.000. Der langfristige demografische Trend zum Rückgang wurde durch die positive Geburtenentwicklung seit 2010 und die starke Zuwanderung in den Jahren 2014 bis 2016 zumindest temporär gebremst.
Die Einschulung erfolgte 2016/2017 bei 90 % der Erstklässlerinnen und Erstklässler fristgemäß; fast 8 % wurden verspätet und 3 % vorzeitig eingeschult. Von den verspätet eingeschulten Kindern
waren 62 % Jungen. Von den vorzeitig eingeschulten Kindern hingegen waren 60 % Mädchen.
Das Statistische Bundesamt hat eine Übersicht der Einschulungen in den unterschiedlichen Schulformen von 2010 bis 2024 veröffentlicht.

### Bräuche zur Einschulung

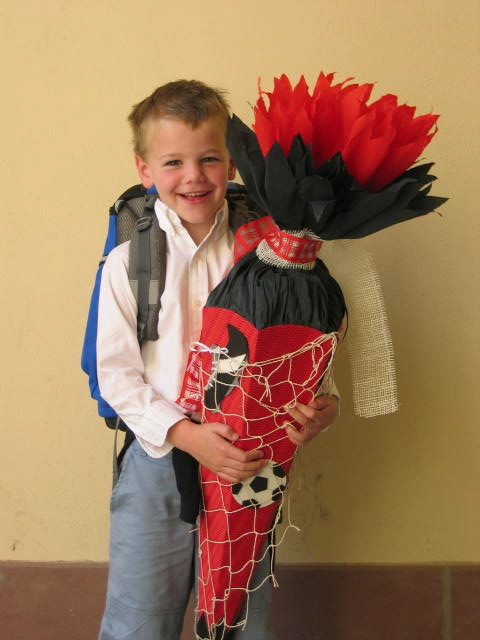
Erstklässler mit Schultüte

Die Schultüte ist nur im deutschen Sprachraum üblich. Diese wird – in der Regel von den Erziehungsberechtigten – mit Süßigkeiten und/oder kleinen Geschenken befüllt. Sie wird erst zu Hause geöffnet. In einigen Regionen wird die Schultüte im Kindergarten oder mit den Eltern zuhause gebastelt, in anderen Regionen wird die Schultüte fertig gekauft.
Nach dem ersten Schultag wird man normalerweise noch mit Schultüte und Schultasche fotografiert. Ein weit verbreiteter Brauch ist es, dass das Kind vor oder neben einer Tafel steht. Auf der Tafel stehen der Ort, das Datum und die Worte „mein erster Schultag“ geschrieben.
Der erste Schultag wird in den meisten Schulen festlich begangen.
Dazu kann gehören:
- ein ökumenischer Einschulungsgottesdienst
- eine Aufführung durch die 3./4. Klassen
- feierlicher Auszug der neuen Schüler unter Führung der neuen Klassenlehrer aus der Aula oder Pausenhalle in die Klassenräume.

Besonders im Osten der Bundesrepublik ist es üblich, bereits noch im Kindergarten die Einschulung durch das Zuckertütenfest vorzubereiten. In Sachsen-Anhalt und Sachsen ist es üblich, die eigentliche Einschulung auf den Montag nach Schulbeginn zu legen (Schulbeginn nach Sommerferien am Donnerstag) und am dazwischen liegenden Samstag „Schuleingang“ zu feiern. Meist wird dies in der aufnehmenden Schule begangen, anschließend finden viele Familienfeiern im privaten Rahmen statt.

### Wirtschaft
Jährlich werden in der D-A-CH-Region über 800.000 Kinder eingeschult. Zum Schulbeginn 2015 wurden durchschnittlich 238 Euro für die Schulerstausstattung ausgegeben. Durch die hohe emotionale Bedeutung der Einschulung ist dieser Wert relativ unabhängig von der gesamtwirtschaftlichen Entwicklung.

## Schweiz
Da Bildung Sache der Kantone ist, wird auch die Einschulung kantonal geregelt. Im Aargau beispielsweise müssen Kinder, die bis zum 30. April das sechste Altersjahr vollendet haben, ab dem nächstmöglichen Zeitpunkt die Schule besuchen.
Bei mangelnder Reife kann die Schulpflicht entsprechend aufgeschoben werden, bei besonderer Begabung ist auf Antrag eine frühere Einschulung möglich.
Je nach Gemeinde bzw. Kanton gibt es für schwächere Kinder ein Einschulungsjahr, das vor das reguläre erste Schuljahr eingeschoben werden kann.

## Vereinigte Staaten
In den USA, wo die meisten Kinder vor der Einschulung bereits irgendeine Form von Vorschulprogramm besuchen (day care, preschool, Head Start), wird der Eintritt eines Kindes in die Grundschule von den Familien nicht im demselben Maße als einschneidendes Ereignis empfunden wie in den deutschsprachigen Ländern. Infolgedessen sind besondere Bräuche zur Einschulung kaum verbreitet. An ihre Stelle treten diejenigen Bräuche, die amerikanische Familien zu Beginn jedes neuen Schuljahres begehen, wie das gemeinsame Einkaufen neuer Bekleidung, neuer Stifte usw.
Eine Schulpflicht wie z. B. in Deutschland gibt es in den Vereinigten Staaten nicht, es besteht eine sogenannte Bildungspflicht. Demnach können die Eltern selbst entscheiden, ob sie ihr Kind auf eine Schule schicken, oder z. B. selbst in Form von Homeschooling unterrichten. Die Bildungspflicht beginnt mit der Vollendung des 6. Lebensjahres, meist erfolgt die Einschulung bereits im Alter von fünf Jahren, wenn die Kinder in die Kindergartenstufe der Grundschule (elementary school) eintreten.
Da eine Meldepflicht in den Vereinigten Staaten nicht besteht, obliegt es den Erziehungsberechtigten, ihre Kinder an einer Schule ihrer Wahl in eigener Initiative anzumelden. Zu den Einschulungsvoraussetzungen zählen ein psychologischer Eignungstest, eine kinderärztliche Gesundheitsbescheinigung und der Nachweis der bei Kindern landesüblichen Impfungen.